# Trowulan
För andra betydelser, se Trowulan (olika betydelser).
Trowulan är en by i Mojokerto, i den indonesiska provinsen Östra Java. Den omges av ett fornminnesområde som täcker cirka 100 km². Det har antagits att området var platsen där den eponymiska huvudstaden i Majapahit låg och som beskrevs av Mpu Prapanca på 1300-talet i poemet Nagarakretagama och i en kinesisk källa på 1400-talet. Den raserades vid invasionen av Girindrawardhana 1478. Efter denna händelse flyttades huvudstaden till Daha.
Poemet Nagarakretagama innehåller beskrivningar av Majapahits palats och dess omgivningar, men är begränsad till de kungliga och religiösa områdena. En del detaljer är vaga och forskare som försökt sammanställa en karta över huvudstaden har kommit till olika slutsatser.
Äldre forskning av Trowulan har varit fokuserad på de monumentala lämningarna: tempel, gravar och ett badpalats. Arkeologiska undersökningar och utgrävningar har nyligen funnit lämningar efter industriella, kommersiella och religiösa aktiviteter, bostadsområden och vattenförsörjningssystem, som alla är bevis på en hög befolkningstäthet på 1300- och 1400-talet. 6 oktober 2009 sattes Trowulan upp på Indonesiens tentativa världsarvslista.

## Beskrivning i nutida källor

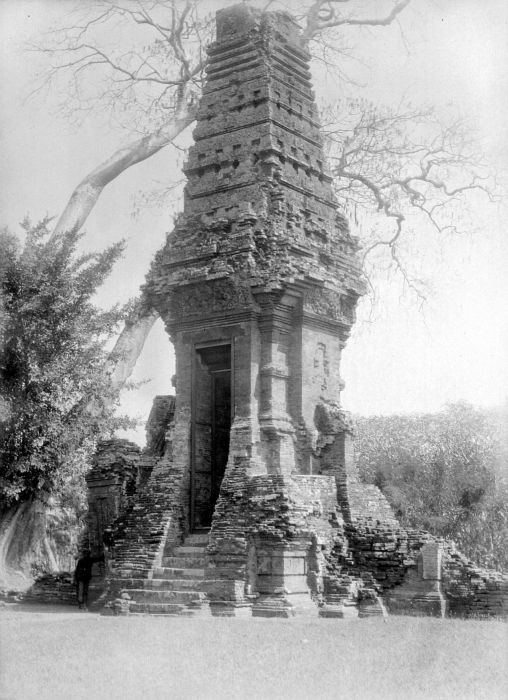
Bajang Ratu 1929 före restaureringen

Enligt Prapanca i poemet Nagarakretagama, omgavs det kungliga området av en bastant, hög mur i rött tegel. Nära denna låg den befästa vaktposten. Huvudporten till palatset låg i den norra muren och hade två enorma dörrar dekorerade med järnsmide. Utanför norra porten låg en lång byggnad, en marknadsplats och en helig vägkorsning. Alldeles innanför norra porten låg en gårdsplan med religiösa byggnader. På västra sidan av denna fanns paviljonger omgivna av kanaler där folk badade. I söder fanns en port som ledde till rader av hus på terrasser i vilka palatsets tjänstefolk bodde. En annan port ledde till en tredje gårdsplan med mängder av hus och en stor hall för de som väntade på att få tillstånd att möta härskaren. Kungen egna bostadskvarter låg öster om denna gårdsplan och hade paviljonger av rött tegel dekorerade med snidade träpelare och ett tak med lerornament. Utanför palatset låg kvarteren för Shivapräster, buddhister och andra medlemmar av adeln. Länge bort, separerat från palatsområdet genom öppna fält fanns andra kungliga byggnader såsom chefsministern Gajah Madas. Här slutar Prapancas beskrivning.
En kinesisk källa från 1400-talet beskriver palatset som rent och välhållet. Det sades ha varit omslutet av en över 10 meter hög tegelmur med en dubbelport. Husen innanför var byggda på pelare och var 10-13 meter höga med trägolv täckta av vackra mattor på vilka folk satt. Taken var gjorda av takspån medan vanligt folks boningshus hade halmtak.
En bok om Majapahithovets etikett definierar huvudstaden som att 'Alla kan gå ut utan att passera genom risfält.' Tempelrelieferna från Majapahit avbildar inte urbana vyer, men en del utgörs av skisser på bosättningar som anges som paviljonger omsluta inom murarna. Ordet 'kuwu' på Nagarakretagama verkar referera till bosättningsenheter bestående av en grupp byggnader omgivna av en mur, inom vilket en stor mängd människor bodde under kontroll av en adelsman. Detta mönster kännetecknar Javas kuststäder på 1500-talet beskrivna av tidiga europeiska besökare. Majapahits huvudstad bestod sannolikt också av sådana enheter.
En arkeologisk upptäckt i början 2011 i byn Puri, Mojokerto, Östra Java, som man tror kan dateras till forntida Majapahitimperiet era visar på att huvudstaden kan ha varit större än en kommun i Jakarta. Nya fynd låg 12 km från Trowulan, tros vara centrum i Majapahithuvudstaden. En del akademiker har kommit till slutsatsen att huvudstaden omfattade 99 km².

## Upptäckt
De gamla stadsruinerna i Trowulan upptäcktes på 1800-talet. Stamford Raffles, Javas guvernör mellan 1811 och 1816 och en outtröttlig entusiast för öns historia, rapporterade om existensen av ' tempelruiner.... spridda över landet för många engelska mil '. Stora delar av regionen var täckt av tät teakskog på denna tid, vilket gör en noggrann undersökning omöjlig. Icke desto mindre, var Raffles så imponerad av vad han såg att han senare refererade till Trowulan som ' denna Javas stolthet '.

## Fornminnen

Fornminnet Trowulan. Den röda kvadraten är fornminnesområde, den ljusblåa är spår efter forntida kanaler.

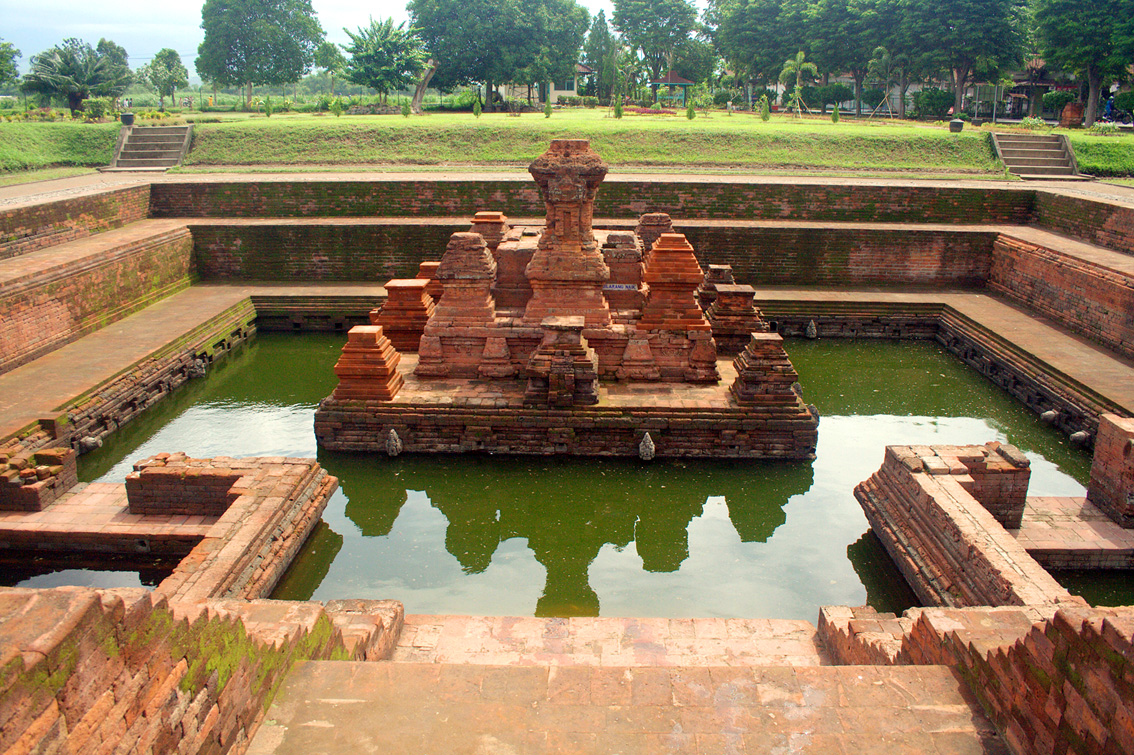
Candi Tikus badpalats

Candi Tikus är en rituell badpool (petirtaan) som kanske är den mest intressanta nyligen gjorda upptäckten i Trowulan. Candi Tikus betyder 'rått-templet', namnet gavs denna 1914 då man under utgrävningen upptäckte att råttorna frodades på platsen. 1985 och 1989 återställdes anläggningen och komplexet i rött tegel har formen av en nedsänkt, rektangulär bassäng i vilken en trappa går ner på norrsidan. Huvudbyggnaden, som sträcker sig från bassängens södra mur, utformades tydligen efter det legendariska berget Mahameru. Den är inte längre fullständig, men bestod av terrassgrunder, på vilka det måste legat en koncentrisk samling 'torn' omgivna av byggnadens högsta topp.
Inte långt från Candi Tikus i distriktet Keraton står den nyligen restaurerade porten Bajang Ratu, en elegant paduraksaport i rött tegel från mitten av 1300-talet. Byggnadens form är stor och smäcker, och har en höjd av 16,5 meter med intrikata reliefdekorationer, särskilt på taksektionen. Bajang Ratu betyder på jananesiska 'dvärg eller defekt monark'. Folktraditionen kopplar samman porten med Jayanegara, Majapahits andra kung, Kertarajasa Jayawarddhanas efterträdare, grundaren till Majapahitimperiet. Enligt traditionen, föll Jayanegara från porten som barn vilket skadade hans kropp. Namnet betyder också 'lilla monarken', då Jayanegara besteg tronen vid väldigt ung ålder. Historiker kopplar samman porten med Çrenggapura (Çri Ranggapura) eller Kapopongan av Antawulan (Trowulan), helgedomen nämnd i Nagarakertagama som dharmaplatsen tillägnad kung Jayanegara vid hans död 1328.

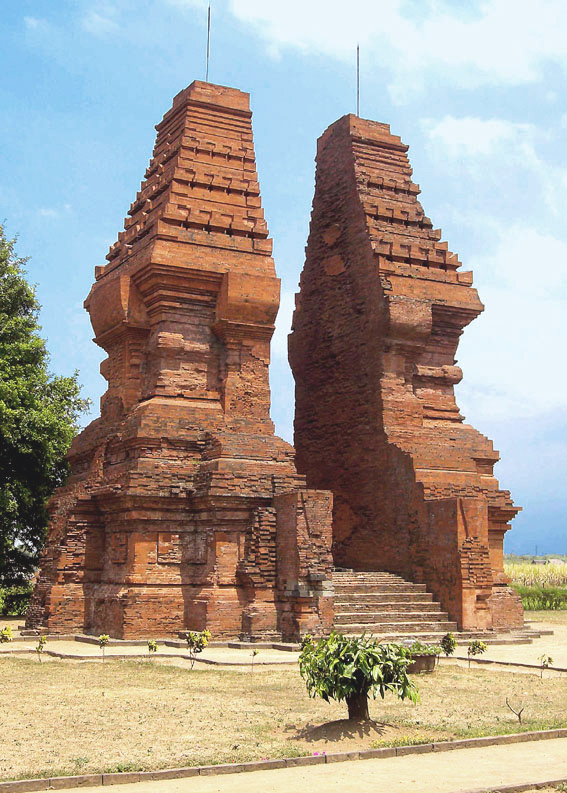
Wringin Lawang, porten i Trowulan

Wringin Lawang ligger en strax söder om huvudvägen i Jatipasar. Namnet på javanesiska betyder 'Banyans trädport'. De enorma vägportalerna är gjorda i rött tegel med en grund på 13 x 11 meter och en höjd på 15,5 meter och daterar sig till 1300-talet. Porten är av typen 'Candi Bentar' eller split gateway, ett byggnadsverk som kan ha dykt upp under Majapahiteran. Den är en av de äldsta och största kvarvarande 'Candi Bentar' daterade till Majapahiteran. 'Candi Bentar' tog formen från typiska Majapahittempel och består av tre delar; foten, kroppen och ett högt tak – delade på mitten i två spegellika strukturer för att skapa en passage i mitten för folk att gå igenom. Denna typ av split gate har inga dörrar och ger inget verkligt skydd med gör passagen smalare. Den användes troligen bara för ceremoniella och estetiska skäl, för att skapa känslan av storhet, före att man steg in i nästa område. De festa historikerna är överens om att detta byggnadsverk är porten till ett betydelsefullt område i Majapahits huvudstad. Spekulationer kring dess ursprungliga funktion har lett till olika förslag, där ett populär sådant är att den utgjorde ingången till Gajah Madas residens.

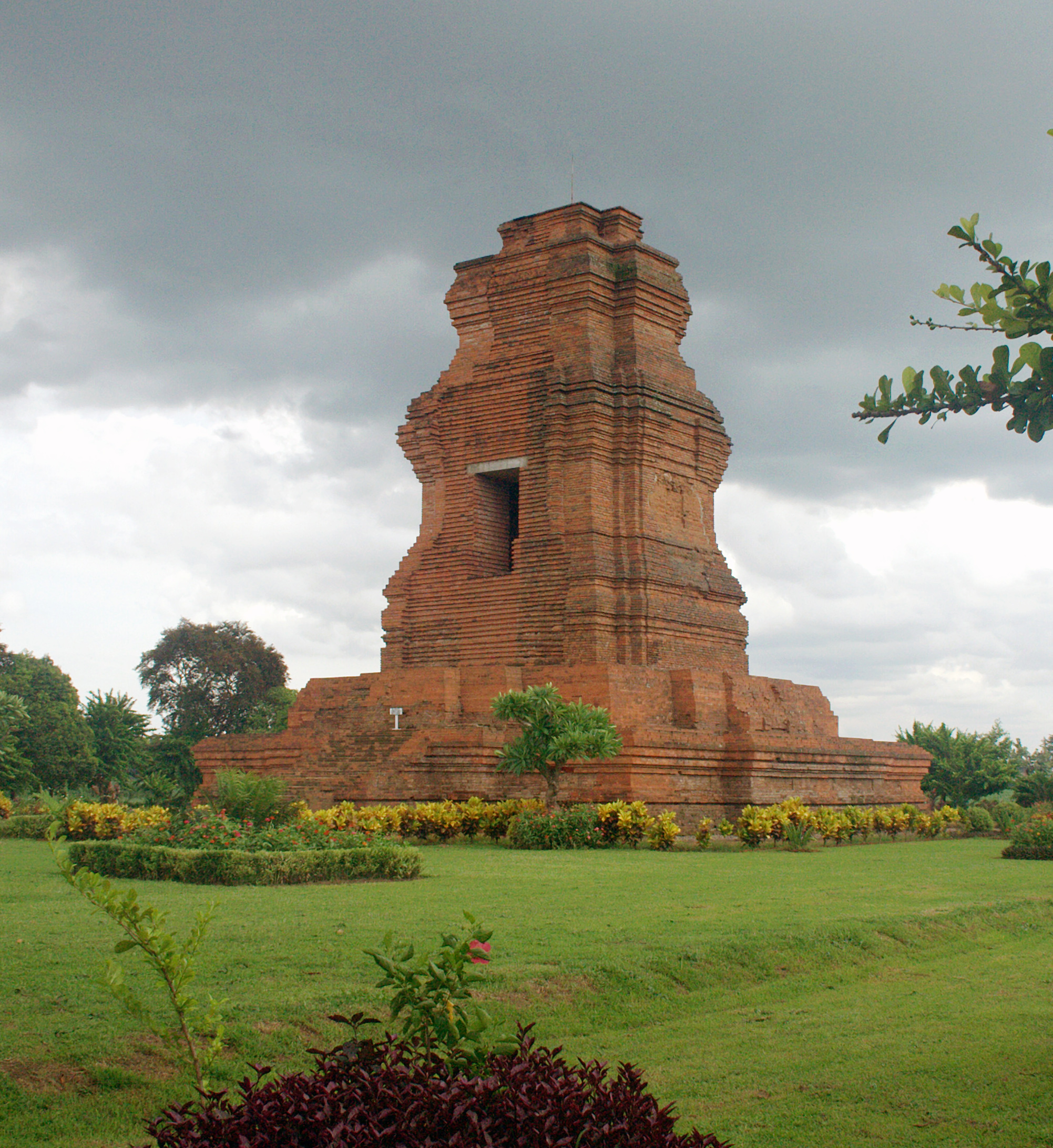
Brahutemplet

Candi Brahu i Bejijongdistriktet är den enda byggnadsverk som ännu står kvar något som en gång var ett kluster av historiska byggnader. Enligt folktron var det i närheten av detta Candi Brahu, som kremerings-ceremonier för den första av Majapahits härskare genomfördes. Denna tradition, som är svår att bevisa, stöds delvis av materialfynd, vilka visar på att monumentet en gång fungerade som ett kungligt bårhus. Den kungliga personlighet som byggnaden var tillägnad är dock ännu oklar. Ruinen efter Candi Gentong ligger i närheten.
Den islamska Champas grav: Enligt lokala traditioner, sägs hon ha gift sig med en av de sista av Majapahits kungar och konverterat till islam före sin död 1448.

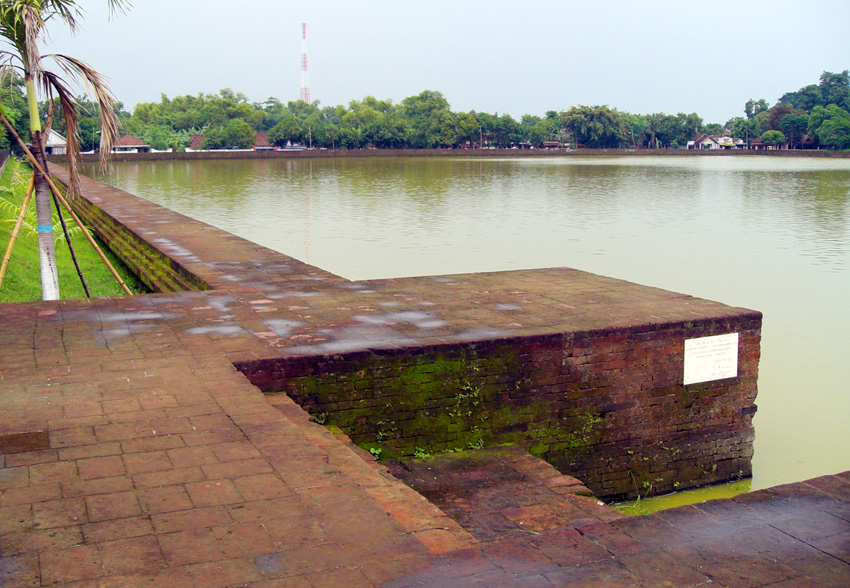
Segaranbassängen

Segaranbassängen är en stor rektangulär bassäng som mäter 800 gånger 500 meter. Namnet Segaran har sitt ursprung från det javanesiska ordet 'segara' som betyder 'hav', troligen en lokal idé att den stora bassängen var en miniatyr av havet. Runt vattenbassängen ligger en rektangulär mur gjord i rött tegel som skapar bassängens form. När bassängens tegelstruktur upptäcktes 1926 av Maclain Pont, var bassängen täckt av smuts och lera. Rekonstruktionsarbetet gjordes några år senare och idag är Segaranbassängen fullt fungerande och används av lokalbefolkningen för rekreation och fiske. Tegelstrukturen skapades på 1300-1400-talet. Den ursprungliga användningen av bassängen är okänd. Studier föreslår att den troligen användes till olika ändamål, men främst som stadens vattenreservoar då tillgången på dricksvatten är nödvändig för ett tätbefolkat urbant område, särskilt under torrperioden. En lokal populär uppfattning är att bassängen användes som badplats för att träna Majapahits trupper, men också som rekreationsområde för Majapahits kungligheter för att underhålla sändebud och gäster.
Nära nordöstra änden av Kolam Segaran ligger ruinen efter Candi Menak Jingga. Byggnaden var byggd i sten som nu är spridda i omgivningen och dess grund ligger ännu under marknivån. Utgrävningar pågår fortfarande. Byggnaden byggdes med ett yttre lager av andesit och ett inre lager med rött tegel. Det mesta som finns kvar av byggnaden är vissa ornamentdelar (troligen hörande till taket) identifierat som Qilin, en kinesisk mytologisk varelse. Detta kan tyda på ett starkt kulturellt förhållande med Kina, särskilt under Mingdynastin. Lokala traditionen kopplar samman platsen med drottning Kencana Wungus paviljong, Majapahits drottning från berättelserna om Damarwulan och Menak Jingga.
I Umpak, bildar stenar basen till pelare i trä, som troligen var delar av en träbyggnad. Det organiska materialet har brutits ned och endast stengrunden finns kvar.
I distriktet Troloyo har ett antal islamiska gravstenar upptäckts. De flesta av dem daterar sig till mellan 1350 och 1478. Dessa fynd bekräftar inte bara att islam var väletablerad på Java i mitten av 1300-talet utan också att religionen officiellt erkänd och praktiserades i den kungliga huvudstaden. Folk tror också att Raden Wijayas grav finns i Troloyo och de brukar göra en pilgrimsvandring varje Legi fredag.
Andra viktiga ruiner är:
- Balong Bunder
- Pendopo Agung
- Goldworking and bronzeworking sites
- Nglinguk
- Candi Kedaton
- Sentonorejo
- Candi Sitinggil

## Hus
Arkeologiska utgrävningar har avtäckt tegelgolv och murar av en del bostadshus. I en del fall, finns två eller till och med tre lager efter sådana byggnader. Dessa hus hade brunnar och avlopp. Spår efter en stor reservoar och brunnar av lera eller tegel har också lokaliserats.

## Industrier
Många bitar av guldsmycken från denna period har upptäckts på östra Java. Även Java saknar betydande guldfyndigheter men import från Sumatra, Borneo och Sulawesi gjorde det möjligt för många guldsmeder att hitta arbete på Java.
Ett distrikt i Trowulan kallas än idag Kemasan, efter ordet mas, vilket betyder 'guld'. Guldornament har upptäckts nära detta område liksom verktyg som användes för att bearbeta guldet. Små lerkoppar kan ha använts för att smälta guld för att användas till Cire perdue. Bronsstäd och flata cirkulära stenar med tre ben kan ha använts som arbetsytor vid mejsling och hamring av metaller. Ett stort antal deglar för att smälta brons har hittats i Pakis, i södra delen av platsen. En del av bronset användes för att gjuta uang gobog, stora mynt eller amuletter i stenformar. Andra metallobjekt däribland ornamenterade bronslampor, vattenbehållare, klockor och andra föremål, troligen använda i religiösa ceremonier, och instrument vanligen kallade 'slitstrummor'. Liknande objekt gjorda i trä eller bambu finns än idag i byar på Java och Bali. Många järnverktyg användes, men de flesta var troligen importerade, då Java har väldigt lite järnmalm.

## Pengar och marknad

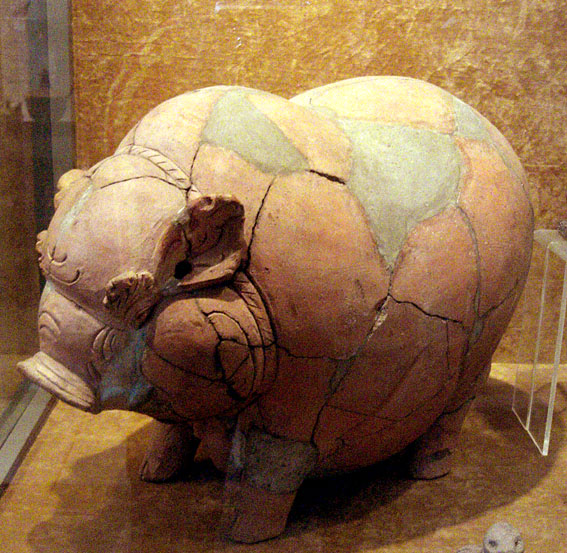
Majapahitspargris i terrakotta, 1300-1400-tal från Trowulan, Östra Java. (Samling på Indonesiens nationalmuseum i Jakarta.)

Nawanatya nämner en hovtjänsteman vars uppgift var att skydda marknaderna. 'Åtta tusen kontanter dagligen från marknaden är andelen' som togs emot av denna tjänsteman. Ordet 'kontanter' refereras i denna text till de kinesiska bronsmynten som blev Majapahits officiella valuta omkring år 1300 och ersatte guld och silvervalutan som hade använts i århundraden. Kinesiska mynt var tydligen att föredra då de var tillgängliga i små valörer, lämpliga för användning på marknader. Denna förändring tyder på att det ekonomiska livet i Trowulan präglades av specialiserade yrken, löner och att man skaffade sina dagliga förnödenheter genom köp. Viktiga bevis för 1300-talets javanesiska syn på pengar kommer i form av spargrisar i lera med spår på sina ryggar stora nog för mynt. Associerandet av grisfiguriner och behållare för att spara pengar är uppenbar; i dagens javanesiska och indonesiska betyder ordet 'celengan' 'spargris', 'sparbössa' eller 'sparande', medan själva rotordet 'celeng' betyder svin eller gris. Myntbehållare i andra former har också hittats.

## Lergods
Betydande mängder av Majapahitterrakotta har hittats i Trowulan. Lergodstillverkningen var för inhemsk användning till matlagning och förvaring. Dekorationerna var begränsade till röda ränder. Lampor för kokosnötolja har också varit vanliga fynd. De vackraste lergodset har formen av kärl, såsom vattenkannor (kendi), med tunna väggar, graciösa former och en starkt röd yta skapad genom skröjbränning. Dessa måste ha gjorts av professionella lergodstillverkare. Vattenbehållare var en av Majapahits urbana produkter och många stora vattenkrukor har hittats. Kvadratiska vattenlådor dekorerades vanligen med akvatiska motiv. Figuriner i terrakotta producerades i stora mängder och med en rad olika motiv såsom gudar, människor, djur, byggnader och vyer. Deras funktion är okänd; de kan ha haft multipla användningar. En del kan ha använts i religiösa helgedomar kopplade till boningar såsom i dagens Bali. Exempel på dessa terrakottafigurer i form av miniatyrbyggnader och djur har hittats i helgedomar på berget Penanggungan. Andra, såsom humoristiska avbildningar av främlingar, kan helt enkelt använts som leksaker för barn.

## Majapahitparken
Under andra hälften av 2008, sponsrade Indonesiens regering en massiv utforskning av platsen som tros vara platsen där Majapahits palats en gång stod. Jero Wacik, Indonesiens kultur- och turismminister uppgav att Majapahitparken skulle byggas på denna plats och skulle stå klar redan 2009 för att förhindra ytterligare skador orsakade av små tegeltillverkningar som sker i omgivningarna.
Majapahitparken skulle utvidga det existerande Trowulanmuseet och ge Majapahitinformation och fungera som en rekreationspark.
Byggandet av Majapahitparken har avbrutits för att man ska studera hur anläggandet av parken påverkar fornminnet.